# Sedlový bod

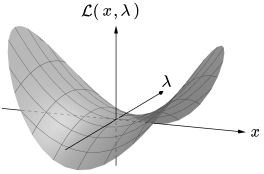
Sedlový bod Lagrangeovy funkce

Sedlový bod je v matematice bod na ploše grafu funkce, kde jsou všechny sklony (derivace) v na sebe kolmých směrech nulové (kritický bod), ale který není lokálním extrémem funkce. Příkladem sedlového bodu je, když existuje kritický bod s relativním minimem podél jednoho osového směru (mezi vrcholy) a relativním maximem podél druhého na něj kolmého osového směru.
V teorii her je sedlový bod takový prvek matice hry, který je maximální ve svém sloupci a zároveň minimální ve svém řádku (nebo naopak), tj. označuje takovou dvojici strategií, kterou zastávají-li oba hráči, žádný z nich si změnou strategie nemůže polepšit.